# Ivan Rybkin

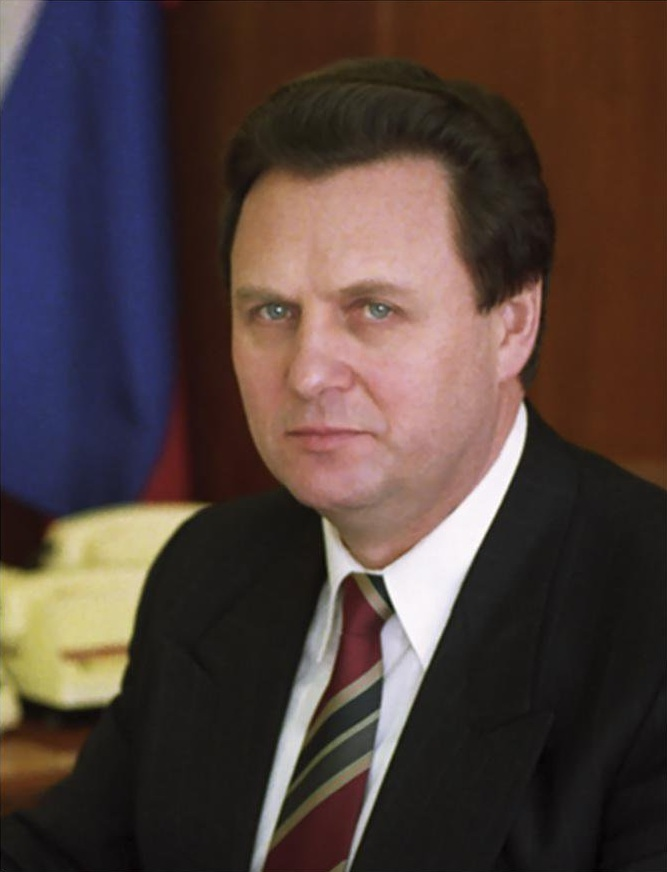
Ivan Rybkin

Ivan Petrovitsj Rybkin (Russisch: Иван Петрович Рыбкин) (Semigorka (Oblast Voronezj), 20 oktober 1946) is een Russisch politicus. Rybkin was voorzitter van de Staatsdoema van 1994 tot 1996 en secretaris van de Russische veiligheidsraad van 1996 tot en met 1998.

## Verkiezingen 2004
Rybkin was een van de kandidaten bij de Russische presidentsverkiezingen van 2004, die plaatsvonden op 14 maart van dat jaar.
Begin februari 2004 verdween Rybkin onder mysterieuze omstandigheden. Na zijn terugkeer beschuldigde hij Poetins bestuur van betrokkenheid bij de bomaanslagen in 1999 die leidden tot een oorlog in Tsjetsjenië. Vijf dagen later verscheen Rybkin in Kiev. Later beweerde hij dat hij was ontvoerd en gedrogeerd door Russische FSB-agenten. Hij beweert naar Oekraïne gelokt te zijn onder het mom van een ontmoeting met Aslan Maschadov. In het appartement is hij gedrogeerd, en daarna gechanteerd met video-opnamen als hij zijn campagne zou voortzetten.
Hij zei bang te zijn voor zijn eigen veiligheid als hij zou terugkeren naar Rusland, en hoewel hij in eerste instantie zijn campagne vanuit het buitenland voortzette, heeft hij zich op 5 maart teruggetrokken met als reden dat hij niet langer deel wilde uitmaken van deze klucht.